# Diethylquecksilber
Diethylquecksilber ist eine chemische Verbindung aus der Gruppe der quecksilberorganischen Verbindungen.

## Gewinnung und Darstellung
Diethylquecksilber kann durch Reaktion von Ethylmagnesiumbromid mit Quecksilber(II)-chlorid gewonnen werden.
{\displaystyle \mathrm {2\ C_{2}H_{5}MgBr+HgCl_{2}\longrightarrow Hg(C_{2}H_{5})_{2}+MgBr_{2}+MgCl_{2}} }
Mehrere andere Herstellungsarten sind bekannt.

## Eigenschaften
Diethylquecksilber ist eine fast geruchlose leicht entzündbare Flüssigkeit, die fast unlöslich in Wasser ist. Sie zersetzt sich bei Erhitzung und langsam beim Aufbewahren an Licht.

## Sicherheitshinweise
Die Dämpfe von Diethylquecksilber bilden mit Luft explosive Gemische. Die Substanz ist stark toxisch (allgemein organotoxisch, neurotoxisch). Es ist von guter Resorption bei peroraler und inhalativer Aufnahme sowie nach Hautkontakt (transdermal) auszugehen.